# Hesperocorixa kennicotti
Hesperocorixa kennicotti är en insektsart som först beskrevs av Philip Reese Uhler 1897.  Hesperocorixa kennicotti ingår i släktet Hesperocorixa och familjen buksimmare. Inga underarter finns listade i Catalogue of Life.